# International Financial Reporting Interpretations Committee
International Financial Reporting Interpretations Committee (IFRIC) é um grupo da fundação  International Accounting Standards Committee Foundation (IASC), considerada a organização jurídica do International Accounting Standards Board.
O IFRC é responsável pela elaboração de interpretações dos International Financial Reporting Standards (IFRS) em casos de dúvidas.